# عشق و سایه‌ها
عشق و سایه‌ها (به انگلیسی: Of Love and Shadows) فیلمی در ژانر درام به کارگردانی بتی کپلن محصول سال ۱۹۹۴ با بازی آنتونیو باندراس و جنیفر کانلی است.

## داستان فیلم
ایرن سردبیر مجله ای است که زیر سایه دیکتاتوری پینوشه در شیلی زندگی می کند. فرانسیسکو یک عکاس خوش تیپ است و برای کار پیش ایرن می می رود. فرانسیسکو به عنوان هوادار جنبش مقاومت زیرزمینی، چشم و قلب خود را به روی جنایاتی که توسط دولت مرتکب می شود، باز می کند...